# 感覺莓果
感覺莓果（英語：Feeling berry），是一個在2017年7月於台北成立的後搖滾樂團，曾在第三十六屆金旋獎獲得特別獎，並且受邀參加2019年7月的覺醒音樂祭。
感覺莓果以主唱田蜜、烏彌亞（已離團），吉他手小葉子、子丹，貝斯手棠棠、大象（已離團），鼓手DC、Chien（已離團），以及合成器手品珍組成，音樂風格多變大氣，詞曲創作情感真摯，現場演出發揮優異，與尷尬的talking並稱為莓果的四大特色。

## 簡介
成立於2017年的台北，用音樂感覺這時代一切的沒有結果。
吉他手子丹：「當初在討論團名要取什麼的時候，就討論了很久，然後就有人說『誒，感覺沒有果誒』，覺得這個名字不錯，我們就拿來用了。」

## 作品
| # | 歌曲              |
| - | ----------------- |
| 1 | Mha Sapah（回家） |
| 2 | 一秒差距          |
| 3 | 太陽雨            |
| 4 | 鹿逐              |
| 5 | seashore          |

## 外部連結
- 感覺莓果StreetVoice （页面存档备份，存于）
- 感覺莓果的Instagram帳戶
- 感覺莓果的Facebook專頁